# Maja Lunde
Maja Lunde (ur. 30 lipca 1975 w Oslo) – norweska pisarka i scenarzystka.

## Życiorys
Urodziła się 30 lipca 1975 w Oslo. Jej matka była psychologiem, a ojciec pracował w teatrze z dziećmi. Po ukończeniu szkoły średniej Lunde przez prawie rok podróżowała na żaglowcu szkolnym Christian Radich. W 1996 roku rozpoczęła naukę na Uniwersytecie w Oslo, gdzie studiowała najpierw literaturę z dodatkowymi zajęciami z psychologii, po czym wybrała specjalizację „film i historia filmu” na studiach magisterskich. Po studiach pracowała przy festiwalach oraz dla Muzeum Filmu, a jednocześnie zaczęła pisać pierwsze scenariusze dla programów telewizyjnych dla dzieci. W 2009 roku została scenarzystką programu dla dzieci na kanale NRK Super, a później NRK 1.
W 2012 roku zadebiutowała książką dla dzieci Over grensen, która została oparta na prawdziwych historiach norweskich Żydów podczas II wojny światowej. Kolejnymi publikacjami były powieść Battle oraz cykl Verdens kuleste gjeng. Historia pszczół (2015), która ukazała się, gdy Lunde miała czterdzieści lat, była pierwszą jej powieścią dla dorosłego odbiorcy. Akcja książki toczy się w latach 1852, 2009 oraz 2098 i opisuje historię katastrofy ekologicznej wywołanej wymieraniem pszczół. Książka przyniosła autorce międzynarodowy rozgłos: ukazała się w ponad 30 krajach, a w Niemczech utrzymała się na liście bestsellerów przez ponad 90 kolejnych tygodni. W Norwegii powieść zdobyła Nagrodę Norweskich Księgarzy. Kolejna powieść, Błękit, która ukazała się w 2017 roku, opisuje konsekwencje braku wody. Książka jest drugą częścią planowanego, czteroksiążkowego cyklu klimatycznego, który rozpoczęła Historia pszczół. Inspiracją dla Błękitu była prawie roczna wyprawa żeglarska, w której uczestniczyła siedemnastoletnia Lunde.
Mieszka w Oslo z mężem i trójką dzieci.

## Twórczość

### Powieści
- 2015: Bienes Historie – pol.: Historia pszczół. Anna Marciniakówna (tłum.). Wydawnictwo Literackie, 2016. ISBN 978-83-08-06106-0. Brak numerów stron w książce
- 2017: Blå – pol.: Błękit. Anna Marciniakówna (tłum.). Wydawnictwo Literackie, 2018. ISBN 978-83-08-06538-9. Brak numerów stron w książce
- 2019: Przewalskis hest – Ostatni. Mateusz Topa (tłum.). Wydawnictwo Literackie, 2021. ISBN 978-83-08-07348-3. Brak numerów stron w książce

### Książki dla dzieci i młodzieży
- 2012: Over grensen
- 2014: Battle
- 2015: Verdens kuleste gjeng 1: Sceneskrekk
- 2015: Verdens kuleste gjeng 2: Kokkekaos
- 2016: Verdens kuleste gjeng 3: Snill, snillere, snillest
- 2016: Verdens kuleste gjeng 4: Baluba på leirskolen
- 2017: Verdens kuleste gjeng 5: Tullball
- 2017: Den helt sanne historien om hvordan det aller beste ble til
- 2018: Snøsøsteren (ilustracje: Lisa Aisato), wyd. pol.: Śnieżna siostra. Milena Skoczko (tłum.). Wydawnictwo Literackie, 2019. ISBN 978-83-08-06945-5. Brak numerów stron w książce
- 2019: Navnebringeren
- 2020: Solvokteren (ilustracje: Lisa Aisato) wyd. pol.: Strażniczka Słońca. Milena Skoczko (tłum.). Wydawnictwo Literackie, 2021. ISBN 978-83-08-07363-6. Brak numerów stron w książce

Źródło